# Ross–Fahroo引理
Ross–Fahroo引理（Ross–Fahroo lemma）得名自以撒·麥克·羅斯和Fariba Fahroo，是最优控制理論中的引理。
該引理提到一般而言，對偶化和离散化不能交換。若配合伴隨向量映射原理，才能交換這二個運算。

## 引理的敘述
連續時間的最佳控制問題有豐富的資訊。針對特定問題，應用庞特里亚金最大化原理或哈密顿-雅可比-贝尔曼方程可以找到計多有趣的性質。這些定理其有用到其變化量相對時間的連續性。若最佳控制問題離散化時，Ross–Fahroo引理指出在本質上就少了一些資訊。減少的資料可能是在邊界點控制量的值，也有可能是對偶變數在漢米爾頓量中的值。為了解決資訊減少問題，Ross和Fahroo引進了「閉合條件」（closure condition）的概念，讓已知的減少資訊可以再加回去。這是透過伴隨向量映射原理達到的。

## 在擬譜最佳控制中的應用
當擬譜法用在離散最佳控制時，其中隱含的Ross–Fahroo引理在離散的伴隨向量中，看起來似乎是將微分矩陣的轉置加以離散化。若應用了伴隨向量映射原理，即為伴隨矩陣的轉換。此轉換的應用產生了Ross–Fahroo擬譜法。